# EBU R 128
EBU R 128 és una recomanació per a la normalització de la sonoritat i el nivell màxim de senyals d'àudio. Se segueix principalment durant la mescla d'àudio de programes de televisió i ràdio i l'adopten les emissores per mesurar i controlar el volum del programa. Va ser emès per primera vegada per la Unió Europea de Radiodifusió l'agost de 2010 i revisat recentment a l'agost del 2020.
R 128 empra un estàndard internacional per mesurar la sonoritat d'àudio, indicat a la recomanació ITU-R BS.1770 i utilitzant les mesures de sonoritat LU (unitats de sonoritat) i LUFS (unitats de sonoritat referenciades a escala completa), creades específicament amb aquest propòsit. El document EBU Tech 3341 va aclarir encara més la implementació i les pràctiques de mesura de la sonoritat el 2016.

## Premissa
Abans de l'adopció de R 128, la normalització es basava en el nivell màxim dels senyals d'àudio, la qual cosa va provocar discrepàncies considerables de sonoritat entre programes i entre canals d'emissió. El mateix nivell màxim no produeix necessàriament la mateixa sonoritat, perquè l'ús de la compressió i la limitació del rang dinàmic pot augmentar el nivell mitjà del programa sense augmentar el seu nivell màxim. Des de principis de la dècada de 1990 fins a principis de la dècada del 2010, tant la indústria de la música com la de la publicitat van instar la continuació d'aquesta pràctica per garantir que els espots de música i publicitat es fessin més sonors sense superar el nivell màxim permès. Aquest fenomen es coneix com la guerra de la sonoritat.
Les incoherències i els canvis de sonoritat resultants, especialment entre programes i anuncis, es van convertir en una causa freqüent de queixes d'espectadors i oients. Per ajudar a solucionar aquests problemes, la Unió Internacional de Telecomunicacions (ITU) va desenvolupar nous algorismes per mesurar la sonoritat del programa d'àudio d'una manera similar a com l'oïda humana percep els sons i va estudiar nous mètodes per mesurar la sonoritat durant un període a llarg termini. Això permetria normalitzar adequadament la sonoritat dels diferents programes i continguts del programa.

### Desenvolupament
Per trobar solucions pràctiques per al canvi de la normalització dels pics a la normalització de la sonoritat, el Comitè de gestió de producció de l'EBU va formar un grup de treball internacional format per enginyers de so de diverses emissores de ràdio i instituts de radiodifusió. El seu nom, PLoud, deriva d'una combinació de les paraules producció i sonoritat.
El grup va desenvolupar primer mètodes d'avaluació i mesura per guiar el desenvolupament d'instruments de mesura adequats a la indústria. Va redactar un document tècnic per permetre a les emissores i productors de programes canviar el seu processament de so a la nova recomanació, mentre que un altre document tècnic tractava dels procediments a seguir en la distribució del senyal.

## Especificació

### Definicions
Per caracteritzar el nivell i el rang dinàmic d'un senyal d'àudio, R 128 va introduir noves unitats de mesura:
| Unitat | Definició                                        | Descripció | Exemples i implementació |
| ------ | ------------------------------------------------ | --- | --- |
| L K    | Nivell de sonoritat ponderat K                   | Nivell de sonoritat mesurat amb ponderació de freqüència K. | El nivell objectiu R 128 és: L K = −23 LUFS |
| LUFS   | Unitats de sonoritat referides a escala completa | Unitat de mesura de la sonoritat en una escala absoluta, ponderada K, relativa a una escala digital (el límit superior de la qual és 0 dBFS). Equivalent a LKFS, utilitzat a ITU-R BS.1770. | El nivell objectiu R 128 és: L K = −23 LUFS |
| LU     | Unitat de sonoritat                              | Mesura de la sonoritat relativa. 1 LU correspon a la mesura relativa d'1 dB en una escala digital. LU també pot expressar la diferència de nivell respecte al nivell objectiu.              | En un mesurador de sonoritat que implementa el mode EBU: nivell de referència = −23 LUFS = 0 LU Un programa amb una sonoritat integrada de −26 LUFS mesura −3 LU en mode EBU (és a dir, és 3 LU més silenciós que el nivell objectiu).                                                             |
| LRA    | Interval de sonoritat                            | Un valor determinat estadísticament que descriu la variació de la sonoritat (dinàmica) d'un programa.                                                                                       | R 128 no prescriu un rang màxim de sonoritat. L'LRA es podria limitar arbitràriament durant la producció amb finalitats estètiques (segons l'estil o el gènere) o pràctiques (segons l'entorn on es vulgui reproduir el programa: per exemple, un cinema a casa, un dispositiu mòbil o un cinema). |
| TP     | True Peak                                        | Reconstrucció del nivell de pic entre mostres del senyal (el nivell de pic generat entre dues mostres), calculat per sobremostreig.                                                         | El nivell màxim real màxim permès per R 128 en producció és −1 dBTP. |
| dBTP   | Nivell True Peak referit a escala completa       | Nivell d'entrada del senyal d'àudio que té en compte els pics entre mostres, mesurats en decibels en relació amb l'escala completa.                                                         | El nivell màxim real màxim permès per R 128 en producció és −1 dBTP. |